# J. G. Bläschke Verlag
Der J. G. Bläschke Verlag war ein deutsches Unternehmen, das ab 1978 bis zu seinem Konkurs 1985 in Österreich ansässig war. Neben einem 1957 eröffneten und bis heute betriebenen Antiquariat wurde es in den 1960ern als belletristischer Kleinverlag gegründet, um ab den 1970ern als Zuschussverlag gegen Leistung eines Druckkostenzuschusses auch unbekannte Autoren zu veröffentlichen und von diesen zuletzt gleich einem Dienstleister für selbst publizierte Medien mehr als die Gesamtkosten für die Herstellung eines Buches zu fordern.

## Geschichte
Der Breslauer Antiquar Josef Gotthard Bläschke († 1983), der nach dem Zweiten Weltkrieg über Berlin nach Darmstadt geflohen war, eröffnete 1957 zusammen mit seiner Frau Hertha in der Grafenstraße ein neues Antiquariat. Später gründete Josef Gotthard Bläschke den nach ihm benannten Verlag, während sich seine Frau fortan nur dem Antiquariat widmete. Bedeutung erlangte der Verlag aufgrund der 1964 mit Karl Krolows Band Reise durch die Nacht begonnenen Reihe Das neueste Gedicht, die zuerst von Dieter Leisegang und später von Jürgen P. Wallmann und Hans Dieter Schäfer herausgegeben wurde. In dieser Lyrikreihe erschienen Bände unter anderem von Walter Helmut Fritz, Günter Eich, Wilhelm Klemm, Heinz Piontek, Hans-Jürgen Heise, Margot Scharpenberg, Christine Lavant, Wieland Schmied, Kay Hoff, Johannes Poethen, Peter Härtling sowie auch von dem DDR-Lyriker Wulf Kirsten. Unter den verlegten fremdsprachigen Lyrikern sind beispielsweise T. S. Eliot (übersetzt von Hans-Jürgen Heise), William Carlos Williams (übersetzt von Gertrude Clorius Schwebell), Eugenio Montale (übersetzt von Hans Hinterhäuser), Odysseas Elytis (übersetzt von Günter Dietz), W. H. Auden und Hart Crane (beide übersetzt von Dieter Leisegang) zu nennen.
1978/79 übersiedelte der Verlag nach Sankt Michael, einem Ortsteil von Feistritz ob Bleiburg. Doch entgegen der Annahme von Hans-Jürgen Heise, wonach sich Josef Gotthard Bläschke gerade in Sachen Lyrik durch „verlegerische und finanzielle Opferbereitschaft“ ausgezeichnet hätte, wandelte sich der Verlag bereits in den 1970er Jahren zu einem „Forum unbekannter Autoren“, die erst nur einen anteiligen Druckkostenzuschuss, später „teilweise oder vollständig die Produktionskosten“ zu übernehmen hatten, und wurde damit zu einem „Selbstzahlerverlag“. Als solcher warb er weiterhin mit dem in früheren Jahren aufgebauten Renommé, und die Zahl der entsprechend finanzierten Neuerscheinungen wuchs auf 300 pro Jahr (1984). Aufgrund von Steuerschulden in Höhe von vier Millionen Schilling meldete der J. G. Bläschke Verlag 1985 Konkurs an.
Das Antiquariat Bläschke, das bis heute unter diesem Namen firmiert, wurde 1978 von dem Buchhändler Karl Lehr übernommen und vergrößert, die von den Gründern ebenfalls betriebene Leihbibliothek jedoch eingestellt. Seit Januar 2008 führt die Buchhändlerin und Germanistin Brigitte Neugebauer die Geschäfte.